# دييغو مارينيو
دييغو مارينيو بييار (بالإسبانية: Diego Mariño Villar)‏ (مواليد 9 مايو 1990 - فيغو، إسبانيا) هو لاعب كرة قدم إسباني، يلعب حاليًا لنادي ريال سبورتينغ خيخون الإسباني في مركز حراسة المرمى.

## بطولات وإنجازات اللاعب

### على المستوى الدولي

#### إسبانيا تحت 21
- بطولة أوروبا تحت 21 سنة لكرة القدم: 2011 ، 2013

## روابط خارجية
- دييغو مارينيو على موقع الاتحاد الدولي (مؤرشف)  (الإنجليزية)
- دييغو مارينيو على موقع الاتحاد الأوربي (الإنجليزية)
- دييغو مارينيو على موقع قاعدة بيانات كرة القدم.إي يو (الإنجليزية)
- دييغو مارينيو على موقع Soccerbase.com (لاعب) (الإنجليزية)
- دييغو مارينيو على موقع Soccerway.com (الإنجليزية)
- دييغو مارينيو على موقع عالم كرة القدم.نت (الإنجليزية)
- دييغو مارينيو على موقع أوليمبيديا (الإنجليزية)
- دييغو مارينيو على موقع AS.com (الإسبانية)